# 조국과 자유를 위해/LNNK

조국과 자유를 위하여/LNNK(라트비아어: Tēvzemei un Brīvībai/LNNK 테브제메이 운 브리비바이/엘엔엔카, TB/LNNK)는 라트비아의 시장 경제 국민보수주의 정당이다. 1993년 조국과 자유를 위하여라는 소규모 조직으로부터 시작되었으며 비시민권자 귀화와 라트비아어 홍보에 초점을 맞추었고, 1993년 총선에서는 6석을 흭득, 1995년 총선에서는 중도우파 선거연합에 참여하여 14석을 흭득하였다. 1997년 온건보수 라트비아 국민독립운동(LNNK)와 통합하여 TB/LNNK로 개편한 이후에는 경제적 자유주의를 강조하기 시작했다. 총리로 재직했던 군타르스 크라스트가 대표로 있는 정당이었다. 2010년 모두를 위한 라트비아!와 선거연합을 구성한 데 이어, 2011년 통합하여 국민연합이 되었다.

## 같이 보기
- 라트비아의 정당